# Hongarije op de Olympische Winterspelen 2010

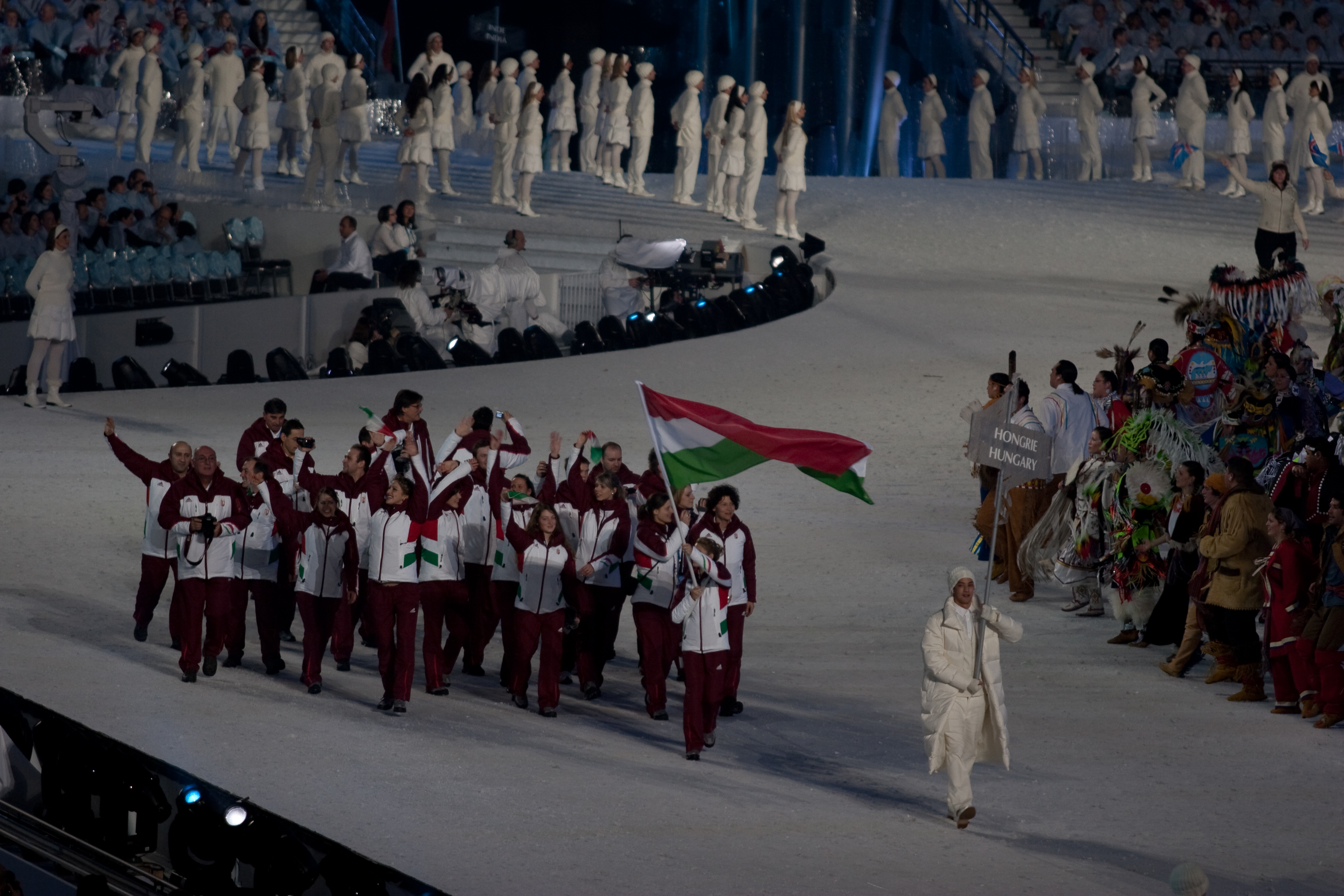
Het team van Hongarije bij de opening

Tijdens de Olympische Winterspelen van 2010, die in Vancouver (Canada) werden gehouden, nam Hongarije voor de eenentwintigste keer deel aan de Winterspelen.

## Deelnemers en resultaten
(m) = mannen, (v) = vrouwen 

### Alpineskiën
| Olympiër    | Discipline          | Resultaat | Prestatie                                          |
| ----------- | ------------------- | --------- | -------------------------------------------------- |
| Marton Bene | reuzenslalom (m)    | 71e       | 3.05,97 (+28,14) — 1.31,08+1.34,89                 |
| Marton Bene | slalom (m)          | dnf-1     | opgave run 1                                       |
|             |                     |           |                                                    |
| Anna Berecz | supercombinatie (v) | 27e       | 2.22,97 (+13,83) — afdaling: 1.33,47+slalom: 49,50 |
| Anna Berecz | afdaling (v)        | 35e       | 1.57,86 (+13,67)                                   |
| Anna Berecz | super g (v)         | dnf       | opgave                                             |
| Anna Berecz | reuzenslalom (v)    | 42e       | 2.40,87 (+13,76) — 1.22,29+1.18,58                 |
| Anna Berecz | slalom (v)          | 45e       | 1.59,63 (+16,74) — 59,81+59,82                     |
| Zsófia Döme | super g (v)         | 36e       | 1.29,09 (+8,95)                                    |
| Zsófia Döme | reuzenslalom (v)    | dnf-1     | opgave run 1                                       |
| Zsófia Döme | slalom (v)          | 44e       | 1.58,32 (+15,43) — 58,74+59,58                     |

### Biatlon
| Olympiër        | Discipline            | Resultaat | Prestatie                                 |
| --------------- | --------------------- | --------- | ----------------------------------------- |
| Imre Tagscherer | 10 km sprint (m)      | 80e       | 28.38,8 (+4.31,0) pen.: 4 (2 + 2)         |
| Imre Tagscherer | 20 km individueel (m) | 82e       | 58.02,6 (+9.40,1) pen.: 4 (1 + 3 + 0 + 0) |

### Kunstrijden
| Olympiër                    | Discipline | Resultaat | Prestatie                                                                 |
| --------------------------- | ---------- | --------- | ------------------------------------------------------------------------- |
| Júlia Sebestyén             | vrouwen    | 17e       | 151.26 (korte kür: 57.46, vrije kür: 93.80)                               |
| Nóra Hoffmann Maxim Zavozin | ijsdansen  | 13e       | 167.23 (verplichte dans: 31.90, originele dans: 51.22, vrije dans: 84.11) |

### Langlaufen
| Olympiër          | Discipline            | Resultaat | Prestatie         |
| ----------------- | --------------------- | --------- | ----------------- |
| Zoltan Tagscherer | 15 km vrije stijl (m) | 81e       | 41.15,0 (+7.38,7) |
|                   |                       |           |                   |
| Vera Viczian      | 10 km vrije stijl (v) | 75e       | 33.45,8 (+8.47,4) |

### Shorttrack
| Olympiër                                                  | Discipline           | Resultaat | Prestatie                                                       |
| --------------------------------------------------------- | -------------------- | --------- | --------------------------------------------------------------- |
| Peter Darazs                                              | 500 m (m)            | 22e       | vr3: 42,800 (3e)                                                |
| Peter Darazs                                              | 1500 m (m)           | 19e       | vr5: 2.18,827 (3e), hf1: 2.18,349 (7e)                          |
| Viktor Knoch                                              | 500 m (m)            | 25e       | vr8: 42,197 (4e)                                                |
| Viktor Knoch                                              | 1000 m (m)           | 21e       | vr2: 1.26,279 (3e)                                              |
| Viktor Knoch                                              | 1500 m (m)           | 30e       | vr4: 2.16,826 (5e)                                              |
|                                                           |                      |           |                                                                 |
| Bernadett Heidum                                          | 1000 m (v)           | 9e        | vr2: 1.31,125 (2e), kf2: 1.30,313 (3e)                          |
| Bernadett Heidum                                          | 1500 m (v)           | 23e       | vr3: 2.30,332 (4e)                                              |
| Erika Huszár                                              | 500 m (v)            | 19e       | vr7: 44,537 (3e)                                                |
| Erika Huszár                                              | 1000 m (v)           | 29e       | vr8: gediskwalificeerd                                          |
| Erika Huszár                                              | 1500 m (v)           | 6e        | vr5: 2.27,487 (3e), hf3: 2.24,192 (1e), A-finale: 2.19,251 (6e) |
| Rózsa Darázs                                              | 1500 m (v)           | 33e       | vr6: gediskwalificeerd                                          |
| Rózsa Darázs Bernadett Heidum Erika Huszár Andrea Keszler | 3000 m aflossing (v) | 5e        | hf2: 4.17,487 (4e), B-finale: 4.17,937 (2e)                     |

Albanië · Algerije · Andorra · Argentinië · Armenië · Australië · Azerbeidzjan · België · Bermuda · Bosnië en Herzegovina · Brazilië · Bulgarije · Canada · Chili · China · Chinees Taipei · Colombia · Cyprus · Denemarken · Duitsland · Estland · Ethiopië · Finland · Frankrijk · Georgië · Ghana · Griekenland · Groot-Brittannië · Hongarije · Hongkong · Ierland · IJsland · India · Iran · Israël · Italië · Jamaica · Japan · Kaaimaneilanden · Kazachstan · Kirgizië · Kroatië · Letland · Libanon · Liechtenstein · Litouwen · Macedonië · Marokko · Mexico · Moldavië · Monaco · Mongolië · Montenegro · Nederland · Nepal · Nieuw-Zeeland · Noord-Korea · Noorwegen · Oekraïne · Oezbekistan · Oostenrijk · Pakistan · Peru · Polen · Portugal · Roemenië · Rusland · San Marino · Senegal · Servië · Slovenië · Slowakije · Spanje · Tadzjikistan · Tsjechië · Turkije · Verenigde Staten · Wit-Rusland · Zuid-Afrika · Zuid-Korea · Zweden · Zwitserland